# Bárðarlaug
Die Báðarlaug ist ein kleiner See auf der Halbinsel Snæfellsnes im Westen von Island.
Der See ist nach Bárður Snæfellsás benannt, der in diesem Maar gebadet und in der Sönghellir gewohnt haben soll. Er befindet sich zusammen mit einem Laugarvatn in einem  Naturschutzgebiet, das 1981 gegründet wurde. Die Lage ist südlich des Útnesvegurs  und westlich der Straße nach Hellnar.